# Spiloxene canaliculata
Spiloxene canaliculata är en enhjärtbladig växtart som beskrevs av Sidney Garside. Spiloxene canaliculata ingår i släktet Spiloxene och familjen Hypoxidaceae. Inga underarter finns listade i Catalogue of Life.